# Aureo Zegarra Pinedo
Aureo Zegarra Pinedo (Ucayali, 11 de marzo de 1943) es un político peruano. Desde el año 2017 es presidente del partido Todos por el Perú y se desempeñó como diputado de la República en 2 periodos.

## Biografía
Nació en el Distrito de Calleria ubicado en el Departamento de Ucayali, el 11 de marzo de 1943.
Entre 1965 y 1970, cursó estudios de Filosofía y Ciencias Sociales en la Universidad Inca Garcilaso de la Vega.
Desde 1976 hasta 1990, fue miembro de Acción Popular.

### Diputado
Su primera participación en la política fue en las elecciones de 1980 como candidato a la Cámara de Diputados como representante por Lima y resultó elegido para el periodo 1980-1985. Nuevamente fue reelegido en las elecciones generales de 1985 por Acción Popular para el periodo 1985-1990.
Intentó una segunda reelección en las elecciones de 1990 como parte del Frente Democrático (FREDEMO), sin embargo, no resultó reelegido y se retiró del partido Acción Popular.
En 2002 fue miembro fundador de la Coordinadora Nacional de Independientes, actualmente llamado Todos por el Perú, y se desempeña como presidente del partido desde el 2017. Para las elecciones generales del 2006, postuló nuevamente al Congreso por el Frente de Centro (alianza integrada por Acción Popular, Somos Perú y Todos por el Perú) donde no obtuvo éxito.
Posteriormente fue miembro de la Alianza Solidaridad Nacional entre el 2010 y el 2011 como representante de Todos por el Perú quienes habían decidido integrar dicha alianza que tenía como candidato presidencial al exalcalde de Lima Luis Castañeda Lossio.